# كاتي ساكوف
كاثرين آن «كاتي» ساكوف (ولدت في 8 أبريل 1980) ممثلة أمريكية عرفت بشخصية كارا ثريس على قناة ساي فاي التلفزيونية
باتلستار غالاكتيكا (2003-2009). تم ترشيحها لأربعة جوائز زحل لعملها على حرب النجوم غالاكتيكا، وحصلت على جائزة لأفضل ممثلة مساعدة على التلفزيون في عام 2005.

## نشأتها
ولدت في بورتلاند ولاية أوريجون، الولايات المتحدة. ونشأت في سانت هيلين، تخرجت كاتي ساكوف عام 1998 في مدرسة صانسيت الثانوية. كانت كاتي ساكوف تأمل في أن تحترف السباحة ولكن بسبب إصابة شديدة في الركبة توقفت مسيرتها الرياضية.

## مسيرتها المهنية
بدأت كاتي ساكوف مشوارها الفني عام 1998 من خلال مشاركتها بالتمثيل في الفيلم التلفزيوني خمسة عشر و حامل , بعد ذلك وفي عام 1999 شاركت في عدد من المسلسلات التلفزيونية منها زوي، دانكن، جاك آند جين، في العام ذاته شاركت فيلم تلفزيوني بعنوان «وادي الجراد», شهد عام 2001 أول فيلم سينمائي لكاتي وهو فيلم ماي فيرست ميستر وفي العام التالي شاركت في فيلم هالوين: القيامة. بعد ذلك تنوعت أدوار كاتي في المسلسلات التلفزيونية بالإضافة إلى بعض الأفلام حتى شاركت عام 2013 في فيلم ريديك وفيلم أوكيلوس.

## روابط خارجية
- الموقع الرسمي
- كاتي ساكوف على موقع IMDb (الإنجليزية)
- كاتي ساكوف على موقع ميتاكريتيك (الإنجليزية)
- كاتي ساكوف على موقع روتن توميتوز (الإنجليزية)
- كاتي ساكوف على موقع قاعدة بيانات الأفلام العربية
- كاتي ساكوف على موقع ألو سيني (الفرنسية)
- كاتي ساكوف على موقع تيرنر كلاسيك موفيز (الإنجليزية)
- كاتي ساكوف على موقع أول موفي (الإنجليزية)
- كاتي ساكوف على موقع بوكس أوفيس موجو (الإنجليزية)
- كاتي ساكوف على موقع قاعدة بيانات الأفلام السويدية (السويدية)
- كاتي ساكوف على موقع إن إن دي بي (الإنجليزية)
- كاتي ساكوف في دليل التلفاز
- Tuned in Interview with Ronald D. Moore
- Katee Sackhoff interview at The Scifi World
- Katee Sackhoff interview with AOL Canada